# Eccentrico (album)
Eccentrico è il decimo album di Gigi Finizio pubblicato nel 1988.

## Tracce
1. Batticuore – 3:32 (S. Riemma - G. Finizio - P. Russiello)
2. Appiccecate – 3:37 (V. Capasso - G. Jn Love - G. Finizio - P. Russiello)
3. Bella di notte – 3:03 (V. De Falco - G. Finizio)
4. Lasciami stare lei – 3:00 (V. Capasso - G. Finizio - P. Russiello)
5. Balla, bella, balla – 2:53 (A. Arcella - G. Finizio)
6. Camera 18 – 3:21 (G. Finizio)
7. Che pazzo io – 3:52 (S. Riemma - P. Russiello - G. Finizio)
8. Un'altra donna – 3:53 (V. Annona - G. Finizio)
9. Treno – 3:33 (V. De Falco - V. Capasso - G. Finizio)
10. Mai più – 3:45 (A. Arcella - C. Liberati - G. Finizio)
11. Ritornerò – 4:00 (V. De Falco - G. Finizio)